# Eva Christian (Schauspielerin)
Eva Christian, geborene Evelyne Gutmann (* 27. Mai 1937 in Berlin) ist eine deutsche Schauspielerin.

## Leben
Eva Christian wuchs in Bukarest auf. Nach dem Abitur studierte sie Theater- und Filmwissenschaft an der Universität Bukarest. Am Bukarester Komödientheater erhielt sie auch ihr erstes Engagement, und 1957 gab sie ihr Filmdebüt in der rumänischen Produktion Eruption.
1962 kam sie in die Bundesrepublik und spielte 1962/63 an der Volksbühne Berlin. 1964/65 agierte sie an den Münchner Kammerspielen, wo sie unter anderem bei der Uraufführung von Fritz Kortners Zwiesprache auf der Bühne stand.
1966/67 war sie am Deutschen Theater Göttingen und von 1968 bis 1970 bei den Staatlichen Schauspielbühnen Berlin beschäftigt. Dazu kamen Gastspiele und Tourneen. Sie wirkte in einigen Spielfilmen und zahlreichen Fernsehserien mit. In der Spielzeit 2007/2008 war sie am Münchner Volkstheater engagiert, wo sie die Rolle der Hecate in Macbeth spielte.

## Filmografie
- 1957: Eruption
- 1963: Der Fall Rohrbach (Fernsehdreiteiler, 3 Folgen)
- 1963: Das Kriminalmuseum (Serie, Folge: Die Nadel)
- 1966: Adrian der Tulpendieb (Serie, 6 Folgen)
- 1967: St. Pauli zwischen Nacht und Morgen
- 1967: Landarzt Dr. Brock (Serie, Folge: Das Findelkind)
- 1968: Unwiederbringlich
- 1968: Van de Velde: Die vollkommene Ehe
- 1970: Alle Hunde lieben Theobald (Serie, Folge: Whisky und Wodka)
- 1970: Tatort (Serie, Folge: Saarbrücken, an einem Montag)
- 1971: Cream – Schwabing Report
- 1971: Drüben bei Lehmanns (Serie, 8 Folgen)
- 1971: Familie Bergmann (Serie, 9 Folgen)
- 1971: Die Frau in Weiß (Fernsehdreiteiler)
- 1971–74: Grenzfälle – Es geschah übermorgen (Serie)
- 1972: Hamburg Transit (Serie, Folge 26: Unfall im Yachthafen)[2]
- 1972: Ohne Nachsicht
- 1972: Missão: Matar (Brasilien)
- 1972: Jerônimo O Herói do Sertão (Brasilien)
- 1972: Und der Regen verwischt jede Spur
- 1973: Tod eines Fremden / Die Hinrichtung
- 1974: Eine ungeliebte Frau (Fernsehfilm)
- 1974: Der Scheck heiligt die Mittel
- 1974: Die Kriegsbraut (Fernsehfilm)
- 1975: Tatort (Serie, Folge: Das zweite Geständnis)
- 1976: Derrick (Serie, Folge 21: Kalkutta)
- 1977: Der Alte (Serie, Folge 4: Toccata und Fuge)
- 1979: Derrick (Serie, Folge 62: Das dritte Opfer)
- 1980: Krelling (Serie)
- 1982: Giuseppe Verdi – Eine italienische Legende (Verdi)
- 1986: Kein Alibi für eine Leiche
- 1987: Ein Fall für zwei (Serie, Folge: Zahltag)
- 1988: Heidi und Erni (Serie)
- 1991: Die Männer vom K3 (Serie, Folge: Der Vollmondmörder)
- 1992: SOKO 5113 (Serie, Folge: Der Kuß des Vaters)
- 1992: Schloß Hohenstein (Serie, 6 Folgen)
- 1992: Judith
- 1992: Der Fahnder (Serie, Folge: Das linkshändige Phantom)
- 1993: Liebe ist Privatsache (Serie)
- 1994: Lutz und Hardy (Serie, Folge: Indianermord)
- 1994: Hagedorns Tochter (Serie, 12 Folgen)
- 1998: Todfeinde – Die falsche Entscheidung
- 2000: SOKO 5113 (Serie, Folge: Mord mit den besten Empfehlungen)
- 2001: Die Auferstehung (Resurrezione)
- 2004: Auf dem Weg
- 2005: Der Fischer und seine Frau
- 2016: Die Chefin (Serie, Folge: Ein ehrenwertes Haus)
- 2017: Die Rosenheim-Cops (Serie, Folge: Nur Hansen war Zeuge)
- 2019: Lena Lorenz (Serie, Folge: Ein neuer Anfang)